# Lehrerrat
Der Lehrerrat bildet in einigen Bundesländern in Deutschland ein drei- bis fünfköpfiges Gremium, das in einer Lehrerkonferenz geheim und unmittelbar gewählt wird.
Die rechtlichen Grundlagen sind in den Schulgesetzen der einzelnen Länder festgehalten.

## Aufgaben
Der Lehrerrat berät den Schulleiter in Angelegenheiten, die das Lehrerkollegium betreffen, und vermittelt zwischen Vorgesetzten und Lehrern. Der Schulleiter ist verpflichtet, dem Lehrerrat zu berichten und ihn anzuhören. Bei Einstellung eines Lehrers mit befristetem Arbeitsvertrag ist die Zustimmung des Lehrerrats erforderlich.